# San Girolamo cardinale (Marinoni)
San Girolamo cardinale è un dipinto di Antonio Marinoni della bottega dei Marinoni della prima metà del XVI secolo conservato presso il museo Poldi Pezzoli di Milano ed era parte laterale destra di un polittico composto da più parti.

## Storia
Non si conosce l'originaria collocazione della tavola e del polittico a cui apparteneva, faceva però parte della collezione privata di Luigi Bonomi e venne ceduta al museo dalla vedova Maria Eva Sala nel 1987, unitamente ad altre tele: Santa Cecilia di Giovanni Battista Salvi, un Ritratto maschile della scuola del Giorgione e un San Luigi Gonzaga di Francesco Capella.
Lo stile del dipinto lo fa attribuire alla bottega dei Marinoni di Desenzano in Val Seriana, famiglia che darà un grande contributo dal XV secolo fino alla fine del XVI secolo nella bergamasca, prendendo quasi il monopolio di tutte le opere della valle, dai polittici, agli affreschi sugli absidi, altari e devozioni private ma senza riuscire mai a superare il gotico, ed entrare nella nuova pittura rinascimentale. In particolare viene individuata la figura di Antonio, il pittore autore della tavola. Il pittore, con il fratello Bernardo, aveva già realizzato il soggetto con santa Chiara e san Francesco per una pradella di cui non si conosce l'originaria collocazione.
La tavola centinata è stata restaurata nel 1989 da Nuccia Chirici Comolli che ha rimosso integrazioni e ridipinture rintegrando alcune parti mancanti della barba, del paesaggio e dell'abito.

## Descrizione
Il dipinto su tavola centinata, rappresenta san Girolamo in veste di cardinale, affiancato dal leone suo attributo e se nulla si conosce dell'opera è considerare sia il lato destro di un polittico. 
Il santo solleva un lembo dell'abito trattenendolo sul braccio, lasciando scoperta la parte inferiore della veste formata da pieghe regolari cascanti a terra. La luce che percorre l'abito tra i rossi e i bianchi non riesci a darne vita e a creare un effetto plastico, ma la figura del santo sembra ritagliata e posta successivamente sul fondo oro della tavola, non trasmette emozione o sentimento, ma riprende quali sono le caratteristiche della bottega dei Marinoni nel volto del santo, con la fronte alta, lo sguardo rivolto verso il basso, la linea scura che delinea le ciglia, le labbra carnose. La barba del santo ha una buona realisticità, mentre del leone posto ai suoi piedi ne rimane poca traccia.
Durante il restauro si è ripulita la vernice giallastra che ricoprivano la tavola lasciando rivivere i colori originali, in parte accuratamente reintegrati, in particolare sulla barba del santo, che era gravemente compromessa, e riportando luce al fondo oro che nella parte più abrasa rivela il bolo arancio preparatorio sottostante.
Nell'opera si coglie come la bottega non si sia mai interessata ad un rinnovamento artistico, ma continui nella sua opera conservativa di un tardo gotico, quando invece il XVI secolo vivrà un rinnovamento dell'arte anche a Bergamo con l'arrivo degli artisti veneti. Sarà forse questa la fine di una bottega che ha arricchito chiese e case sempre e solo in ambito bergamasco.